# 于格二世 (沙蒂永)
沙蒂永的于格二世（法語：Hugues II de Châtillon，1258年—1307年），布盧瓦伯爵，聖波勒伯爵居伊三世的長子，1292年至1307年在位。

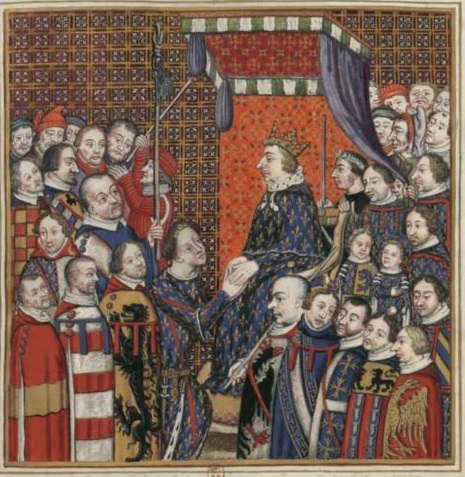

## 家庭
1287年左右，于格二世與佛蘭德伯爵居伊的女兒貝亞特麗絲結婚，兩人共有兩個兒子：
1. 居伊一世（—1342年）
2. 若望（—1329年）